# Ptilinopus hyogastrus
El tilopo cabecigrís o tilopo de cabeza gris (Ptilinopus hyogastrus, Ptilinopus hyogastra o Ptilinopus hyogaster) es una especie de ave columbiforme de la familia Columbidae.

## Distribución geográfica
Es endémica de las selvas de las Molucas septentrionales, aunque no se encuentra ni en las islas Obi ni en las islas Sula (Indonesia).

## Estado de conservación
Está amenazada por la pérdida de hábitat.